# 2020年加利福尼亞州16號提案
16号提案（英語：Proposition 16，简写为Prop 16, 或16号提案）是美国加利福尼亚州2020年11月3日的一项州宪法修正投票提案。
16号提案原身是加州众议院第5号宪法修正案（ACA 5）。ACA5在2020年6月10日由加州众议院通过，在6月24日由加州参议院通过。由于这是一个修宪提案，16号提案必须出现在选票上，要公投通过才能正式启用。
加州众议院第5号宪法修正案（ACA 5）由加州议员雪莉·韦伯，迈克·吉普森和米格尔·圣地亚哥于2019年1月18日提出。ACA 5是一项通过废除与政府优惠待遇有关的宪法第一条第31节，向加州选民提出对州宪法修正案的决议。此措施将全面废除加州209法案（1996）。 209号法案禁止加州政府（包括加州公立大学）在教育，雇佣，和合同中使用种族、性别、肤色、民族或原籍等因素歧视或者优待任何个人或者群体。ACA 5于2020年3月12日通过了加州议会规则委员会，以及于2020年5月5日，在公共就业和退休议会委员会的听证会上通过了法案投票。
2020年11月3日，本案以56%:44%的结果被否决。

## 16号提案（ACA 5）的内容与背景
根据1996年加利福尼亚州209法案提出的规定，加利福尼亚州宪法禁止该州基于种族、性别、肤色、民族或原籍而在公共就业，公共教育或公共承包方面歧视或给予任何个人或团体以优惠待遇。 出于这些目的，《加州宪法》将州定义为包括州内的任何城市、县、公立大学系统、社区学院学区、学区、特殊区或任何其他政治分区或政府机构。
16号提案（ACA 5）试图通过废除与禁止歧视或优惠待遇有关的第一条第31节修改《加州宪法》。
自209号提案通过以来，已有多次立法尝试修改其规定的适用范围。5号议会宪法修正案是其中一种尝试，但这是第一次完全废除209号提案的立法尝试。

## 16号提案（ACA 5）在大学录取中的影响
关于使用平权法案的最大争议之一是大学录取。联邦法律要求接受联邦资金的政府承包、分包商以及其他部门和机构制定并实施平权法案计划和项目以扩大少数族裔的机会。公立学院和大学被认为是联邦承包商，所以必须在其雇用中采取平权法案。全国许多大学在录取过程中也采取了类似的措施。平权法案的关键条款之一是优惠待遇：当某一个申请人（尤其是大学录取时）由于种族、民族和性别等其他因素，与同等资格或更高资格的申请人相比，更有可能被选中。大学录取中平权法案的一种常见形式是种族偏好。
截至2020年，9个州制定了禁止大学在录取中使用种族偏好的规定：华盛顿州、佛罗里达州、密歇根州、爱达荷州、内布拉斯加州、科罗拉多州、亚利桑那州、新罕布什尔州、和俄克拉荷马州。1996年，加州选民投票通过209号法案，成为第一个使用此禁令的州。第209号提案禁止该州基于种族、性别、肤色、民族、原籍而在公立学校中施行歧视或给予任何个人或群体以优惠待遇。209号法案并不禁止加州大学在录取中加入对申请者社会经济地位的考量。比如加大伯克利在录取过程中，会考虑到像语言背景，父母受教育程度，以及家庭背景之类，与个人成就有关的元素。
如果16号提案投票通过，加州的各大学可以在出录取时考虑学生种族。虽然不能直接执行种族配额， 或使用基于种族的积分系统，但只要美国最高法院在审判的类似案件（Regents of the University of California v. Bakke, Grutter v. Bollinger, Gratz v. Bollinger, and Fisher v. University of Texas）中没有明令禁止的录取政策都可以使用。
华盛顿州在2019年投票阻止了华州1000号提议（类似加州16号法案的提议）。华州1000号提议废除华州200号提议（华州200号提议类似于加州的209号法案）。至今华盛顿州禁止大学在录取中使用种族偏好。

## 支持
该法案的主要作者韦伯辩称，“加州人已经建立了世界第五强的经济体，但是许多辛勤工作的加州人没有享受我们州的繁荣，尤其是女性、有色人种的家庭和低薪工人。5号议会宪法修正案将通过废除209号提案，以及消除州在契约、雇用和教育方面的歧视，来改善我们的日常生活。（本宪法修正案）涉及所有人的平等机会以及对我们群体的投资。”
女议员韦伯在新闻发布中进一步解释了支持平权法案的理由：“自1996年成为法律以来，209号提案每年使女性和少数族裔拥有的企业损失11亿美元，这导致了工资差距，使得女性在男性的每赚1美元时只赚取80美分，并且歧视性的雇用和签约得以继续不受阻碍地进行。”
女议员洛雷娜·冈萨雷斯补充说：“我就是平权法案的产物。没有它，就没有今天的我。我相信来自加州代表性不足的群体的每个符合资格的人员都应该拥有与我相同的机会。”
该法案分析中总结了类似的支持理由，如下所示：
”加州目前是世界第五大经济体，拥有世界上最大的高等教育体系。尽管如此，女性和有色人种仍未平等地获得应有的成功机会：
- 2015年的一项研究表明，每年女性和有色人种所有的企业在与政府的合同中流失11亿美元。
- 加州的女性平均在男性赚取1美元时赚取80美分，有色人种女性和单身母亲在白人男性做同样的工作赚取1美元时所赚的钱少于60美分。
- 加州社区学院、加州州立大学和加州大学的领导层和终身教职中只有三分之一是黑人、拉丁裔或亚裔美国人学者。
- 在加州大学，女性占在校学生的54％，但在终身教职中只有三分之一，而在校董事会成员中则不到三分之一。”

基于2020年的经济形势，这些支持者还指出：
“早就应该推翻加州对促进机会均等计划的禁令。日益增长的对于COVID-19大流行病的经济危害的担忧，增强了将公平带入公共合同和雇佣措施的重要性。不可否认，女性和有色人种所有的小企业将是经济不景气的重灾区。 [此宪法修正案]将确保任何刺激经济增长的政府解决方案将在实际上将帮助我们社区中最弱势的群体。”
他们总结道：
“在21世纪，加州需要聘用更多女性担任领导职务，与反映加州多样性的企业签约，并扩大所有加州人的高等教育机会。我们不能仅仅因为他们的外表或身份而继续剥夺加州人获得成功的机会。5号议会宪法修正案会将竞争环境调整到同等级别，并使所有加州人都能找到一份好工作、赚取体面的工资、并在生活和事业上取得成功。没有共享的机会，就无法共享成功。让我们把加州带向让所有人拥有真正平等机会的道路。”

### 支持16号提案（ACA 5）的组织
- 华人权益促进会
- 奥克兰市市长利比·沙夫
- AAPI女性领袖
- Abriendo Puertas/打开大门
- ACLU加州
- 推进项目
- AFSCME，本地3299
- 有色人种男性同盟
- 儿童权益同盟
- 美国机会、公平与多样性协会
- 美国公民自由联盟，北加州和南加州以及圣地亚哥和帝王郡
- 美国州、县和市雇员联合会，本地3299
- 安德森·贝克建筑师事务所
- 反诽谤联盟
- 加州亚裔美国人推进公平会
- 亚裔美国人推进公平会，洛杉矶亚洲法律联盟
- 加州残障雇员协会
- Aypal：建立API社区力量
- 加州联队黑人学生会
- 加州黑人商会
- 加州改变律师会
- 加州美国-伊斯兰关系委员会
- 加州非裔美国人民主党
- 加州教工协会
- 加州卢拉克
- 加州泛种族健康网络
- 加州再投资联盟
- 加州犹太教改革行动中心
- 加州州立大学北岭分校——亚裔美国人研究系
- NAACP加利福尼亚州夏威夷州会议
- 团结加州人
- 运河联盟
- 职业阶梯项目
- 关爱儿童法律中心
- 加州儿童保护基金会
- 美国华裔进步行动会
- 奥克兰市——市检察官办公室
- 复兴青年公平社区联盟
- 社区联盟
- 东帕洛阿尔托社区法律服务
- 先知契约会众组织
- 汽车可靠性和安全性消费者协会
- 圣贝纳迪诺应对会
- 德尔索尔集团有限公司
- 残疾人权利教育与防护基金会
- 领导力多样性研究所
- 教育委员会合作伙伴
- 太平洋岛民社区赋权会
- 能量转换器
- 平等正义协会
- 圣华金父亲和家人联盟
- 女权多数派基金会
- 人们的食物联合会
- 财富教育学院
- 加州立法之友委员会
- 美国未来领导者
- 加油，公立学校
- 大萨克拉曼多城市联盟
- 西班牙族裔学院和大学协会
- 巴特县赫蒙族文化中心
- 赫蒙族创新政治
- 内在斗争
- 创新公立学校
- 性别平等和法律国际行动网
- 老龄化公平协会
- 高棉女孩行动
- 儿童城市希望
- 洛杉矶同志会
- 老挝美国国家联盟
- 圣盖博和波莫纳山谷的拉丁裔和拉丁裔女性圆桌会议
- 法律之下公民权利律师委员会
- 长滩好工作和健康社区联盟
- LS咨询
- 母婴保健服务
- 国家行动网络——萨克拉曼多分会
- 全国女性企业家协会——加利福尼亚
- 国家跨性别平等中心
- 国家青年法律中心
- 国家女性法律中心
- 新生活基督教会
- 加州下一代
- OCA萨克拉曼多——亚太裔美国倡导者
- 司法和平官员协会
- 家长组织网络
- 政策链接
- 贫困与种族研究行动理事会
- 公众辩护公司
- 重新夺回
- 重塑斯托克顿基金会
- 橙县韧性
- 雷克斯和玛格丽特财富教育学院
- 罗宾汉计划
- 旧金山非裔美国人商会
- 社会公平协作会
- 东南亚资源行动中心
- 南加州大学机会网络
- 为美国教书
- 洛杉矶为美国教书
- 教育附加
- 柬埔寨家庭社区中心
- 沙漠之歌集团
- 教育基金会——西部
- 弗雷斯诺中心
- 豪克研究所
- 公民与人权领导会议
- 实践项目
- 乡村民族
- 真实优势
- 加州大学法学院
- 柬埔寨社区联盟
- 黑人联合大学基金
- 加州大学学生协会
- 城市联盟——大萨克拉曼多
- 南加州大学种族与平等中心
- 西部法律与贫穷中心
- 职场公平
- 10,000度
- 28位加州黑人和非裔美国人学者
- 6位加州拉丁裔学者
- 71位亚裔美国人和太平洋岛民

## 反对
反对16号提案（ACA 5）的人主要提到16号提案（ACA 5）的分裂性、歧视性，表示它违背了宪法，还提到209号法案自实施以来为少数代表学生带来的积极影响。他们还指出了必须解决的更深层次的社会经济问题，包括改善公立学校的表现，为公立K-12教育中代表性不足的少数族裔提供更多选择，目前公共教育支出效益低下，入学机会不平等，缺乏家长参与，社区互相隔离，以及缺乏合格的教师。根据现行209号法案，加州大学和政府招聘仍可能在录取/招聘过程中考虑经济背景，只是不能考虑种族因素。最后，反对者认为16号提案（ACA5）不是真正意义上的平权，而是让种族歧视在公共教育，政府机构等地方合法化。

### 沃德·康纳利
沃德·康纳利（Ward Connerly）是1996年成功实施209号法案的主要倡导者之一。当时他是加州大学校务委员会的成员。现在，2020年，他已经81岁了，再次成为捍卫209号法案和反对ACA 5的主要倡导者。据报道，他已经从爱达荷州搬到萨克拉门托，继续为209号法案和ACA5进行抗辩工作，为自己25年前的努力成果进行辩护。沃德现任加州居民平等权益联盟( Californians for Equal Rights, or CFER)（页面存档备份，存于）主席。CFER 是一个501 C(4)非盈利机构，目标是反对16号提案（ACA 5），从而捍卫209号法案的成果。

### 歧视性优惠待遇
一些批评人士认为，修正案的直白措辞将使白人候选人在种族问题上的优惠待遇合法化，而不会产生法律后果，这么做破坏了ACA 5支持者的既定意图。如果修正案通过，原来作为政治正确雇佣黑人工人的车辆管理局就能够依照人种喜好雇佣更多白人候选者而免受法律处罚。
盖尔·赫里奥特（Gail Heriot）是圣地亚哥大学的法学教授，他是1996年“赞成209号法案”运动的联合主席，是ACA5的主要反对者。赫里奥特认为，基于种族的偏好偏袒某些群体必然导致对其他群体的歧视。为了支持这个立场，赫里奥特引用了美国第一位黑人最高法院法官瑟古德·马歇尔（Thurgood Marshall）的话，反对吉姆·克劳（Jim Crow）提出的法律规定，他认为“基于种族或肤色的分类和区分是没有社会道德和法律基础的。”赫里奥特暗示ACA 5在美国社会没有道德或法律基础支持。
另一位ACA 5评论家、加州大学洛杉矶分校教授、胡佛研究所高级研究员李奥哈尼安（Lee Ohanian）指出，他认为支持ACA 5的人在思维上存在矛盾。例如，ACA 5的支持者声称，在现代加州，猖獗的性别偏见依然存在，他指出，在加州大学的学生群体中，女性占近59%。据此，他认为，ACA 5并不是真正的反对顽固的偏见，而是为某些政府支持的群体提供优惠待遇。
美国加利福尼亚州韩裔议员史蒂芬崔（Steven Choi）说：“根据种族给予某人特殊或优惠待遇的行为本身就是种族主义，也就是相对于性别问题方面的性别歧视。问问你自己，仅仅因为某人是白人、黑人、绿人或黄人就给他一份工作是对的吗？或者仅仅因为他们是男性就应该受优待？”

### 现行209法案的积极政策影响
许多同行评议的研究表明，209号法案的实际影响直接反驳了反对者对其对多样性，以及对少数族裔学生影响的攻击。在高等教育、公共就业和承包合作方面，少数族裔和妇女自209号法案通过以来，在教育和就业方面继续取得稳步进展。研究表明，当学生进入的大学接近他们的客观资历（如GPA和SAT分数）时，他们能够取得更大的成功。
209号法案改善了少数族裔学生的分类和匹配效率，结果是，少数族裔学生的毕业率显著提高。209号法案后五个班级学生中，获得学士学位的黑人族裔和拉美裔学生总数与之前持平。
盖尔·赫里奥特认为，虽然209号法案的批评者指出，自法案通过以来，加州大学伯克利分校少数族裔学生的招生人数有所减少，但在加州大学系统内的其他校区内，少数族裔学生的入学数以及学术表现（这点“更重要”）是有所提高的。她的2001年的研究表明，处于学术危险的少数族裔学生数量减少了；少数族裔学生毕业率增加了；少数族裔学生平均成绩提高了；理工科专业的人数增加了。与此相反，在那些存在种族因素影响且准备竞争的学校里，赫里奥特表示，少数族裔学生的代表性不足，他们处于在班级的最底层，“位于糟糕的位置”。
赫里奥特在《圣地亚哥联合论坛报》（San Diego Union Tribune）上进一步写道，1998年，加州大学圣地亚哥分校（UC San Diego）的“首年全肤色学生招生”（first year of colorblind admissions）中，黑人荣誉新生（GPA为3.5或更高）的人数从209号法案提出前一年的1/3268名有所增加，在1998年，人数增加到占据黑人新生的20%。1998年，加州大学圣地亚哥分校种族未被充分代表的学生人数大大超过了1997年的人数。

亚裔美国教育联盟行政主管吴文渊（Wenyan Wu）反驳了ACA 5序言中所描述的少数族裔高等教育前景黯淡的景象，她认为它们是“捏造的”、“误导的”和“有所侧重的”，她提供了其他的数据，表明自209号法案通过以来，加州大学大学系统中种族未被充分代表的少数族裔学生的学术成果有所提升：
从全州公共高等教育的广泛角度来看，在209号提案通过后，种族未被充分代表的少数族裔学生在毕业人数和招生人数方面有所提升。在加利福尼亚大学系统中，种族未被充分代表的少数族裔学生的四年毕业率从1995-97年期间的31.3%上升到1998-2000年期间的36.6%，再到2001-03年期间的43.3%。2014年，种族未被充分代表的少数族裔学生4年毕业率升至55.1%的历史新高点。6年的毕业率表现得更好：1998年为66.5%，2013年为75.1%。加州大学的少数族裔入学人数在绝对数和招生人比例方面都超过了1996年。

拉美裔的入学率从1996年的15.4%（5,744名学生）上升到2010年的23%（14,081名学生）；亚裔美国人的入学率从28.8%（11,085名学生）上升到37.47%（22,877名学生），而黑人的入学率从4%（1,628名学生）上升到4.2%（2,624名学生）。1999年，在加州大学系统中，种族未被充分代表的少数族裔学生入学率仅为15%，而在2019年，这一数字增至26%。
因此，吴争论道，“自209号法案通过以来，公共教育机构内部的多样性受到了阻碍”这一说法显然是错误的。吴谴责ACA 5仅仅是一个肤浅的“短视计划”，它回避了现实问题和根本问题，无法解决差距和种族差异。吴得出结论，必须解决根植于国家和全球历史的更深层次、系统的社会经济问题，以便为种族未被充分代表的少数族裔带来真正的平等。
16号法案（ACA 5）的反对者和209法案的捍卫者还提出了2019年7月报告的加州大学系统内的种族未被充分代表少数族裔入学人数数据。据《洛杉矶时报》报道，加州大学的少数族裔新生比例从去年的38%上升到40%。
16号法案（ACA 5）的反对者和209法案的捍卫者指出，许多可以量化的多元化的指标在现有政策下都有改观：UC系统9所学校中，6所是为西裔服务的指定学校（Hispanic-serving institution）。4所受到过多元化卓越奖。加州州立大学旗下23所学校里，40%是西裔，12所学校是为西裔服务的指定学校（Hispanic-serving institution）。加大伯克利分校本科支持的贫困学生率（36%）比所有常春藤大学加起来（17%）更多。
16号法案（ACA 5）的反对者和209法案的捍卫者也对16号法案的前言中的一些关于209法案出台后的政策结果描述进行反驳。比如说，女性和非白人族裔自1990年后在政府工作部门代表率一路上升，目前属于代表过多状态。

### 种族平权行动无效的证据
非裔美国研究员托马斯·索维尔（Thomas Sowell）在《世界各地的平权行动》中发现，全世界的种族偏好问题的解决没有达到预期，而且往往产生了与最初意图相反的结果。这本书的一份摘录是由胡佛研究所出版的，胡佛研究所是一个美国公共政策智库，是一家位于加利福尼亚斯坦福大学的研究机构。
加州大学洛杉矶分校法学院教授理查德桑德（Richard H.Sander）发现，法学院的招生偏好让黑人付出了巨大的代价，产生了较小的利益。研究认为，从法学院录取的黑人学生总数来看，对黑人学生采取平权行动是有益的，还需要增加精英学校的录取人数比例。另一方面，桑德发现基于种族的政策给黑人学生带来的六大成本支出远远超过了带给它的好处。
《国家评论》的彼得·柯森诺（Peter Kirsanow）指出，由于种族偏好而被授予大学入学资格的种族未被充分代表少数族裔更有可能排在班级的最底层，或者由于自然减员而离开，特别是在理工和法律领域。这种现象在很大程度上归因于理查德·桑德（Richard Sander）和斯图尔特·泰勒（Stuart Taylor）所说的“失配效应”。那些因平权行动而被录取的学生的平均绩点和SAT分数明显低于白人和亚裔学生，这导致了前一组和后一组学生在准备和表现上的差异。这样的不平等导致了因“失配”平权行动而入学的学生更容易聚集在各自班级的底端四分之一处，也容易完全辍学。
这种学术上的“失配效应”的概念，以及它如何使那些ACA 5的支持者想要帮助的学生处于不利地位的情况，在理查德·桑德和斯图尔特·泰勒著的《失配：平权行动如何伤害学生，它想要帮助的学生，为什么大学无法承认它的好处》一书中有详细的阐述。
柯森诺遗憾地说，虽然失配效应的讨论说明了种族未被充分代表的少数族裔没有从种族偏好中受益，还可能受到种族偏好的伤害，但这并没有解决政策对亚裔和白人学生产生的不公平问题，尽管他们的学历更高，但他们却被拒绝进入他们喜欢的大学。
美国董事会和校友会主席迈克尔·波利亚科夫（Michael Poliakoff）援引赫里奥特和曼哈顿研究所的希瑟·麦克·唐纳德的文章，也认为如果大学招生做法不符合该研究所的学术标准时，它们不太可能帮助得到他们预期受益者。当学生被招收到不符合他们资质的学术环境中，他们可能会避免遵循严格或困难的学术纪律，而这些纪律是向上经济流动的最直接途径。他总结道：“不配位的学生很可能会觉得自己只是用来满足指标的工具，而在学业上无所适从，在校园里他们会感到沮丧和疏远。”

### 现行209号法案让学生免于遭受终生“债务奴役”
除了上述的失配效应外，联邦党报告说，大学对那些缺乏充分准备的学生造成了不成比例的高额经济损失。总的来说，40%到60%的高中毕业生在大学一年级被安排到补习班。这些学生中有许多辍学了，从来没有获得过学士学位。那些因分数不足而在毕业前离开大学的人的平均收入远远低于毕业生，而且拖欠学生贷款的可能性比那些毕业的人高出近四倍。拖欠学生贷款会破坏借贷者的信用分数，损害他们借钱买房或买车的能力，尤其基于合理的、非掠夺性的利率下，还会进一步延长甚至加深学生的贫困循环。

### 现行209号法案降低政府合约成本
加州大学圣克鲁斯分校经济系的杰森·马里恩（Jason Marion）进行的一项实证分析表明，与联邦合约相比，209号法案实施后，州资助合约的成本下降了5.6%，联邦合约继续在承包商引入中利用优惠政策。
16号法案撰写人在前言中提到，由于209号法案出台，妇女雇用项目每年输掉10亿多美元的政府项目。16号提案反对者则指出，209号法案支持种族无差别政府合约，但也会给予那些主动雇佣妇女雇用项目（MWBEs and OBESs）一些政府补助。2000年与2010年两起相关的诉讼案中，法院都支持209提案。
从98到99年，由于209法案促进公平竞争的政府投标，加州在公共交通领域节约了$64,000,000 税款（约值2020年10亿）。

### 反对者谴责极左者的“身份政治”
考虑到209号法案帮助少数民族学生的大量客观、实证证据，以及基于种族的偏好对他们的不利影响，律师事务所合伙人柯森诺（Peter Kirsanow） 认为“唯一受益的群体是鼓吹身份政治的骗子。”
《华尔街日报》的杰森·L·莱利（Jason L.Riley）也批评支持ACA 5的政治进步人士试图废除209号法案的行为，尽管有证据表明该法案对所有学生，特别是少数族裔学生产生了积极的效果。另外，莱利观察到，“[进步人士]似乎不在意种族意识政策用以惩罚成绩优异的亚裔美国学生。”
联邦党人员迈克·冈萨雷斯（Mike Gonzales）批评16号提案（ACA 5）的支持者进行“身份政治”，持续将美国社会分裂成“敌对团体”，其阴险的目标是颠覆美国的制度、文化和经济体系。
16号提案（ACA 5） 的反对者认为，“身份政治”攻击在平权行动的行为中并不是什么新鲜事。在1996年关于209号法案的辩论中，其反对者因对209号提案及其支持者进行恶意人身攻击而闻名。例如，一位洛杉矶市议员将209号法案与阿道夫·希特勒的自传《我的奋斗》作了比较，而一位州参议员则用种族主义的说法攻击209号法案的主要发起人、非裔美国商人和加州大学校务官网王沃德·康纳利，称“他想成为白人……他没有民族自豪感。”
在2020年3月一份反对ACA 5的声明中，亚裔美国教育联盟声称16号提案（ACA 5）“促使种族对立”。

### 呼吁根治源头-改善加州公共教育
反对者还指出，加州公共教育体系的失败，是导致若代表性少数族裔造成差异后果的真正根源之一，即A-G科目要求的修完率明显较低。根据WalletHub于2019年7月发布的一项分析，加州公立学校的教育质量在50个州中排名第40位。
根据加州大学洛杉矶分校教授、胡佛学院高级研究员、16号提案（ACA 5）的反对者李奥哈尼安（Lee Ohanian）的说法，与世界各地的教育成果相比，美国的教育成果处于全球学术成果的中等段位，有时落后于较贫穷国家。尤其是在数学成绩方面，即使是成绩最好的美国州也明显落后于教育系统领先的国家。奥哈尼安还指出，低收入家庭的学生往往就读教育水平最差的学校，而白人和亚裔学生有更大几率就读教育水平更高的学校。
他认为，高水平学校系统是保证“大众接受通往成功的基础知识和技能”的组成部分。他还批评加州公立学校的表现不足，虽然他们大幅增加了预算。奥哈尼亚指出，政策失误才是问题的根源，预算短缺不是最重要的问题。奥巴尼奥继续指责加利福尼亚州议员及其与教师工会之间在任期和晋升、薪酬标准以及解雇表现不佳的教师的高昂费用等问题上的密切政治联系。
吴文渊认为，恢复公共机构中的种族优惠待遇并不能解决加州的公共教育中存在的问题。政府的偏好只会加速加州恶化公共教育体系，助长不重视教育和卓越的文化，加速中产阶级的萎缩，损害美国在全球经济中的竞争力。

### 宪法、民权、择优和“反种族主义”论据
其他反对者则反对16号提案（ACA 5），称加州立法者提议完全废除209号法案，将退回旧时代，使得种族、性别、肤色、族裔或民族血统的歧视合法化。《美利坚合众国宪法第十四条修正案》明确规定，任何州不得拒绝在其管辖范围内的任何人平等接受法律保护。ACA-5重新将种族偏好（仍然属于种族歧视）引入州法律。因此，反对者认为，这违反了美国宪法。它将分割加利福尼亚州，仅仅因为种族、性别、肤色、族裔或民族血统就将一个公民群体与另一个公民群体对立起来。只需说是优待的成果即可很大程度地抹去了少数族裔的成就，这是对他们非凡的努力和牺牲的严重打击。
反对者还认为，16号提案（ACA 5）的平权行动目标混淆了平等机会和平等结果的概念。他们认为平等保护条款需要消除种族壁垒，他们提出议题而非创造解决方案，议题满足我们的理论，其中内容是关于社会的组织方法。正如美国最高法院首席法官约翰·罗伯茨（John Roberts）所言，“停止基于种族的歧视的方法就是停止种族歧视。”
亚裔美国教育联盟于2020年3月16日发表声明，称16号提案（ACA 5）违反了《1964年民权法案》第六条，该条“禁止在接受联邦财政援助的活动和项目中基于种族、肤色和族裔源头进行歧视。”声明接着谴责ACA 5的支持者提倡“歧视、不公正的优惠和双重标准的政治议程。”
美国全国学者协会发表声明反对16号提案（ACA 5），赞扬209号法案不仅防止加州在公立大学招生和就业方面存在歧视，而且产生积极影响，改善了种族未被充分代表的少数族裔的毕业率。声明还认为209号法案为美国“最高民主理想”提供宪法保护，促进所有加州人的利益。
前法律学教授劳伦斯·斯蒂芬斯（Lawrence Stephens）博士是16号提案（ACA 5）的另一位坚定反对者，说“我们一路重复了'加州大学董事会诉巴基案'，在平权运动中取得胜利”，“在所有没有平权行动的州中，加州自1996年以来都保持一致。那里的人们投票开放更多的工作和大学职位给符合表现水平和经验的人士，不考虑种族或性别等因素。只有最好的人才能被选中。”很多反对者认为，采取平权行动政策的政府、机构和大学基本上采用了“反向种族主义”，他们认为这样做会使更多有资质的人望而却步。“叫它‘反向种族主义’不是乱吠，因为这正是它的本来面目。在旧的体制下，你作为一个不同的族裔得到了额外的优待。这如何称为公平？我经常听到同事们的反馈他们过去的教育经历，因为少数族裔居住地区的教育水平还普遍偏低，所以他们得不到同样的机会。但如果你利用政府的法律来改变这点，让低水平或经验不足的人入学，这就是另一种形式的歧视。这相对不公平。许多加利福尼亚人都意识到了这一点。
最后，吴文渊认为，精英制度是美国民主的一个基本措施，它是奖励辛勤工作和高成就的信念和制度。她认为，16号提案（ACA 5）会通过不断关注群体受害者和淡化个人责任来削弱择优录用精神。

### 亚裔美国人的强烈反对
《国家评论》的国内事务记者约翰·丰德（John Fund）指出，根据皮尤2019年的一项调查，在占加州选民近15%的亚裔美国人中，三分之二的人反对在大学招生中考虑种族问题。丰德转述亚裔美国选民对他们的孩子未受209号法案保护下，在大学面临“操纵系统”的行为感到失望。
也难怪亚裔美国人普遍有这种感觉，正如美国总统比尔·克林顿曾经说过的，由于209号法案禁止种族偏好，一些加州大学可能“只剩下亚裔学生。”
16号提案（ACA 5）的反对者指出，亚裔美国人也经历过自己族裔的法律和制度歧视，也遭受过仇外偏见，包括1882年的《美国排华法案》、1917年的《移民法案》（该法案将来自亚洲许多地区的移民排除在外），以及二战期间对日裔美国人的囚禁。
尽管亚裔美国人在美国历史上处于边缘地位，但在学术和标准化测试方面，亚裔美国人的表现一直优于其他种族群体。“联邦党”网站撰稿人麦克·冈萨雷斯（Mike Gonzales）将这些成功归因于较低的离婚率和非婚生育率，优先考虑学业教育，比美国其他族裔每周做更多的作业。
在没有209号法案保护的大学里，合格的亚裔申请者正在为他们自己的精英大学的合法位置而战。美国联邦第一巡回上诉法院的未决上诉是“起诉哈佛关于公平招生”一案，该案指控哈佛等顶尖大学对亚裔申请者进行了系统和公然的歧视。学生公平录取组织（SFFA）声称，哈佛等大学歧视亚裔美国申请者的方式是在他们的性格特征（如善良和领导力）部分打低分，长期的成见认为亚裔人性格被动、顺从且缺乏想象力。SFFA指出，与平均成绩、参与课外活动和运动成绩等更客观的衡量标准相比，这些特征具有高度的主观性质，成为了一种故意和人为地压制亚裔美国学生被大学录取人数的方式。此案仍在第一上诉法院待决，可能会提交美国最高法院。
加州共和党全国委员会委员肖恩·斯蒂尔（Shawn Steel）在《奥兰治县注册者》的一篇评论社论中，将亚裔美国人在加州反对16号提案（ACA 5）的立场表现得“尖锐”、“有组织”且“激烈的”。由于民主党持之以恒地推动着16号提案（ACA 5）的通过，他预感共和党在国会和立法会选举中能够从受益。
为了表明亚裔美国人对16号提案（ACA 5）的反对，斯蒂尔将1993年来到美国的第一代华裔美国人乔治·沈（George Shen）作为典型。当沈来到美国时，他“家境贫寒，不得不做各种各样的零工——打扫卫生间和厕所，每天在餐馆里做12个小时的洗碗工和服务员，拖地板，在夜总会当调酒师，在夏季修剪草坪，美化环境，同时自己读完研究生。”现在，沈是一位成功的技术执行官和人工智能解决方案顾问，他相信，尽管美国梦“真实且绝秒“，他担心自己辛苦获得的成功会让他的孩子付出不公平的代价，牺牲孩子的教育机会，孩子们在入学过程中被视为受到“特权”教育而可能受到惩罚。
支持1996年209号法案实施的先锋民权领袖沃德·康纳利（Ward connelly）说，亚裔美国人知道，16号提案（ACA 5）对不看肤色的招生进行了抨击，“这关系到他们孩子的未来。”
加州国会议员罗·汉纳（Ro Khanna）因违背2014年承诺，反对州高等教育机构的种族优惠政策，而招致亚裔选民和支持者的尖锐批评和反弹。自2014年对支持者签署反对肤色招生的承诺书以来，汉纳改变了立场，并“全心全意”支持16号提案（ACA 5）。
亚裔美国人教育联盟在2020年5月发表声明，强烈反对将16号提案（ACA 5）这样的“分裂性”修正案，并呼吁“所有”亚裔美国人和其他组织加入他们的国内联盟，阻止16号提案（ACA 5）再次对公共高等教育采取种族偏好措施。

### 桑德对抗加州大学的校务官
此外，加州大学洛杉矶分校法学教授理查德·桑德（Richard Sander）正准备对加州大学提起诉讼，指控加州大学在招生中非法采用种族政策，违反了209号法案并且隐瞒证据。桑德要求校方出示前几十年UC招生录取数据，但被校方拒绝。随着加州立法机构竞相改写法律推翻209号法案来恢复种族偏好，桑德的诉讼也越来越接近开庭审理的日子，他预计开庭时间会是2020年的夏季。桑德在写给TheCollegeFix.com的一封电子邮件中写道：“如果我的诉讼成功，招生数据被披露，那么加州大学大范围采用种族偏好的证据将会带来强烈的反应。”但如果提前废除209号法案，桑德认为“毫无疑问，反应就不会那么激烈。”
加州大学洛杉矶分校和伯克利分校的官员长期以来一直否认他们试图人为地限制亚洲招生人数，以在校园内实现更多的种族平衡。但209号法案的推出后，学校不再被允许考虑申请者的种族，这两个校区的亚洲招生人数激增。

### 16号提案（ACA 5）对美国的国际竞争力产生负面影响
16号提案（ACA 5）的一位反对者在《圣地亚哥论坛报》上写道，种族偏好损害了美国在全球经济时代的竞争力，他指出，2013年5月19日，美国总统巴拉克·奥巴马（Barack Obama）向历史悠久的黑人莫尔豪斯学院学生发表了毕业典礼演讲。报道援引奥巴马对毕业班学生的话：
在当今的世界高度互联且竞争激烈，来自中国、印度和巴西的10亿年轻人与你们一起进入全球劳动力市场，没有人会雇佣庸才。无论你们因种族问题而经历过什么样的磨难，与前几代人所忍受和克服的磨难相比，它们都已显得苍白。
根据加州大学洛杉矶分校教授、胡佛研究所高级研究员李·奥哈尼安的说法，美国的教育成果与世界上的同行国家相比排名居中。他还指出，在某些年份，美国的教育成果排名低于平均水平，落后于贫穷国家。他观察到，在数学成绩方面，即使是表现最好的美国州也明显落后于教育系统领先的国家。

### 平权行动带来的负面心理影响
16号法案（ACA 5）的批评者认为，种族偏好最终会损害预期受益者，削弱他们追求卓越的想法。他们还提出，种族偏好使他们的少数受益人蒙受耻辱，降低了他们在自己及其他人眼中的价值。其他批评者认为，种族偏好让预期受益人贴上这样的标签：如果没有政府的干预，他们是不可能成功的。因此，任何借助种族偏好而取得的成功都会受到损害，受到质疑。
加州大学洛杉矶分校教授、胡佛研究所高级研究员李·奥哈尼安写道，他亲自见识过“来错大学”的少数族裔学生受到的伤害。在他早年的教学生涯中，有一位非裔学生一边问他问题一边向他道歉，因为她在功课上很吃力，在班上的成绩也不及格。
在与该学生进行了长时间的交谈后，奥哈尼安发现，尽管该学生聪明伶俐，富有创造力，但她上的是一所教学水平不佳的高中，在那里她所学到的知识远远少于大学里的同龄人。据奥哈尼安说，这名学生在学业上的挣扎让她变得极度沮丧。
奥哈尼安维持着与学生的联系和咨询。当这个学生最终离开大学时，她与奥哈尼安保持着联系。她后来进入一所专科学校学习她所需要的内容，最终从马里兰大学毕业。虽然奥哈尼安对她最终的成功感到高兴，但他也表达了他的悲哀，因为并非所有处于她那样位置的人都会这样做。

### 听证委员会的争议行为
加州议会提出ACA 5（后来的16号提案）后受到了公众的广泛关注。它于2020年5月5日在公共就业和退休委员会（Public Employment and Retirement committee）第一委员会听证会简单推出，但听证会的时间被强烈批评，因为它“故意缩短”通知时间，听证会只提前了24小时通知，因此反对者缺少足够的时间来准备或者组织他们的材料。此外，最初计划在3月中旬举行首次修正案的委员会听证会，但由于冠状病毒疫情而推迟。听证会最终将在提前24小时通知的情况下于5月5日重新安排，而该州和该国大部分地区仍处于严格的居家和社会隔离令之下。一位评论员指责州立法者“利用[COVID-19]危机作为掩护，试图秘密推翻209号法案。”
吴文渊在听证会的第二天，即5月5日撰文，严厉批评加州议会将修正案列为优先事项，议会本应审议与COVID-19疫情相关的更紧急、更紧迫的事项，修正案与疫情“没有多大关系”。据吴说，这进一步说明了16号提案（ACA 5）的支持者在疫情期间匆忙召开听证会拥有可疑动机。
美国青年基金会的肯尼·徐（Kenny Xu）也批评该法案被提交到听证委员会的行为并盖章向州议会和参议院提出建议，这一切都发生在立法会重新召开的第二天。据徐说，听证委员会的仓促和草率，让人“立刻清楚”地了解了，在疫情期间，法案撰写者一直在密谋尽快推动法案通过。徐进一步指出，在听证会的同时，近100个“有预谋的左派组织”呼吁说，尽管立法机构没有接收到公众讨论信息，但他们表示16号提案（ACA-5）拥有“强大”的支持力度。
亚美教育联盟（AACE）也对COVID-19疫情期间的听证委员会表示不满，发布了一份新闻稿，批评立法机构利用COVID-19疫情的机会，在没有充分考虑反对意见的情况下通过了该法案。

### 评论员警告选票措辞可能造成误导
16号法案（ACA 5）的批评者约翰·S·罗森博格指出，华盛顿州选民在2019年否决了一项类似16号法案（ACA 5）的措施，其教训应该成为加州选民的一个警示。华盛顿州88号公投是一次否决公投，旨在让选民决定是否批准或否决立法机构推出的平权行动，被称为华盛顿倡议1000。罗森博格警告加州选民，投票摘要的措辞通常对选民投票有导向作用。当年华州民主党从民意调查中发现，如果调查问卷提级“平权运动需要对一些族裔特殊照顾”，大部分民众会投反对票。以至于后来大选时，投票摘要改成了- 赞成的意思是“如果该平权行动不占用配额或优惠待遇，赞成平权运动”。但是，选民们如果“深入研究”摘要的解释和定义，会发现“优惠待遇”的定义是“使用种族、性别、肤色、族裔、种族血统、年龄、性取向（等）作为选择较不合格的候选人而非较合格的候选人参加公共教育、公共就业或公共承包机会的唯一资质认定因素。”华州当年的赞成票如果用大白话来写，赞成的是“让平权合法化，就是让种族、性别、肤色、族裔、种族血统、年龄、性取向（等）合法地作为候选人参加公共教育、公共就业或公共承包机会考量因素之一。”
因此，罗森博格说，试图维护209号法案的加州人应该密切关注选票上描述16号法案（ACA 5）时用的措辞，“除非他们认为16号法案（ACA5）提案人比他们华盛顿州的同行更诚实。”

### 其他类似16号提案（ACA 5）的法案推动屡屡失败
16号提案（ACA 5）的反对者肯尼·徐在“联邦党”网站中指出，ACA5是加州民主立法机构25年来第三次试图废除加州209号法案。尽管加州是一个民主投票州，拥有全国最大比例（63%）的少数族裔，但前两次提案都失败了。徐教授认为，在全球大疫情的关键时期还在继续努力推动法案，表明16号提案（ACA 5）背后的州立法者知道，在正常情况下，如果加州人能够进行组织和请愿，他们将面临更强烈的反对。
加州最高法院也两次支持209号法案，当时当地的种族偏好合约在法庭上受到法律质疑，被认定与209号法案有冲突。

### 请愿
Change.org已发起一份请愿书（页面存档备份，存于），要求加州议会对16号提案（ACA 5）投反对票。自5月9日以来，请愿书获得了超过13.6万名支持者。

### 草根组织的反16号提案运动
16号提案在社区引起大量反弹。许多居民组成民间组织来一起反对16号提案。
加州众多居民自2020年7月3日以来每周在不一样的城市举行“反对16号提案车游行”车游引来诸多投票人与媒体的关注。。

### 反对的组织和个人清单
组织：
- 80-20教育基金会有限公司（80-20)
- 80-20教育基金会有限公司华府分部（80-20）
- 阿伯恩学院
- 华盛顿亚洲人平权（ACE）
- 美国民权协会（ACRI）
- 美国自由联盟（AFA）
- ArchiteG, Inc.（雅吉特建筑师事务所）
- 亚美教育联盟（AACE）
- 亚裔美国人平等权利（AAER）
- 亚裔美国人法律基金会（AALF）
- 亚洲工业B2B（AIB2B）
- American Freedom Alliance(AFA)
- 未被媒体洗脑的亚洲人（ANBM)
- 教育诚信协会（AFEF）
- 湾区房主网络（BAHN）
- 苗必达促进会（BM）
- 山景促进会
- 加利福尼亚学者协会（CAS)
- 加州大学共和党人联合会（CFCR）
- 加州居民平等权益联盟（CFER）
- 中加州中华文化协会（CCCCA）
- 华裔公民行动联盟（CACAAUS）
- 大纽约华裔美国人联盟（CACAGNY）
- 华裔美国人联盟奥兰治县（CACAOC）
- 中美平等协会（HQH）
- 中美授权研究所
- 华人射击运动俱乐部（CASSC）
- 康特拉科斯塔县选民联盟
- 达拉斯沃思堡政治行动委员会（DFW PAC）
- 全加利福尼亚人平权会
- 长青华人协会（ECAA）
- 公平亚洲人
- 大圣加布里埃尔山谷安全社区基金会
- 常春藤基金会
- 晨光教育集团（MEG）
- 全国学者协会（NAS）
- 北加州中华文化体育联合会（NCCCAF）
- 橙县华人姐妹集团（OCCLG）
- 熊猫功夫中心
- 人人激励公司（PEP）
- 青年领袖（PLAY领导力）
- 圣地亚哥亚裔平权基金会
- 圣地亚哥亚裔美国人促进平等协会（SDAAFE）
- 硅谷华人协会基金会（SVCAF)
- 硅谷社区联合会（SVCU）
- 硅谷改善环境（SVFBE）
- 南基督教学校（SCS）
- 公平录取学生（SFFA）
- TOC基金会（TOCF）
- 三谷亚洲协会（TVAA）
- 加州大学中国校友会（UCCAA）
- 美国北方邦（UPMA)
- 金橙俱乐部基金会
- 否决16号提案
- 恢复美国
- 西安交通大学北加州校友会
- 泽德曼咨询

个人：
- 韩艾洁博士，SDAAFE执行副总裁
- Arnold Steinberg，SVCAF战略顾问
- Chunhua Liao, SVCAF联合创始人
- Crystal Lu，SVCAF总裁
- 徐佶翮，SDAAFE联合创始人
- Gail Heriot 教授，圣地亚哥大学法学教授
- Gaurang Desai，Tandon国会媒体主席
- Gene Block, UCLA chancellor
- Joan Chen，SDAAFE秘书
- 陳仁宜，斯坦福大学国内政策研究主任和公共政策课程讲师
- June Cutter，第77届区议会候选人
- 邓红律师
- Jyoti Kaushal，UPMA总裁
- 华强律师
- Liangfang Chao, 库比蒂诺市理事会成员
- Linda Liu，美国亚洲艺术文化协会副主席
- Nilu Gupta 教授，UPMA主席
- 刘龙珠律师
- Matthew Malkan 博士，洛杉矶
- Melanie Burkholder 博士，区议会76届候选人
- Ritesh Tandon，加州第17区国会候选人
- Sudha Kasamsetty, 库比蒂诺市市民
- Sashi Begur, 加州居民
- Tom Campbell，前美国国会议员，前加利福尼亚州参议员
- Tony Guan, SVCAF董事会成员
- Viraj Raut，加州居民
- Ward Connerly，ACRI总裁
- 吴文渊，AACE行政总监
- Wai Wah Chin, CACAGNY纽约分部总裁
- Zig Jiang，HQH总裁
- Peter Kirsanow，律师，美国公民权利委员会成员。
- 陈刚，加州著名建筑师和2020年欧文市长候选人
- 截至2020年7月8日，超过13万人在Change.org签署了“对ACA-5投反对票！”请愿。

## 其他禁止平权法案政策和计划的州
其他尝试或采取类似提案209的措施的州有：
1. 华盛顿州（1998年由倡议法规通过），
2. 佛罗里达州（1999年由州长行政命令通过），
3. 密歇根州（2006年由宪法修正案倡议通过），
4. 内布拉斯加州（2008年由宪法修正案倡议通过），
5. 科罗拉多州（2008年由于宪法修正案倡议已经失败），
6. 亚利桑那州（2010年由宪法修正案通过），
7. 新罕布什尔州（2011年由法规通过）和
8. 俄克拉荷马州（由立法参考的宪法修正案于2012年通过）。

## 有关平权法案的公众意见
当该问题特别针对大学录取时，平权法案民意调查结果的支持率与反对率因种族而异。与调查问卷中使用的措辞有一定关联，不同年份的调查结果也有很大不同。
盖洛普民意测验中心（Gallup）在2013年的民意调查中指出，67％的美国成年人认为，大学录取应仅基于成绩。“现实中，使用平权法案最明显的例子之一就是大学在决定哪些申请者被录取时会考虑他们的种族或民族背景。美国人似乎不认同这种做法。甚至非裔美国人也对此有很大分歧，虽然他们过去曾受到此类计划的帮助。除非裔外，所有其他的主要少数群体中的大多数人认为，大学应仅根据成绩决定录取。
皮尤研究中心（Pew Research cener）在2014年2月27日至3月16日进行的一项调查显示，在全国3,335名美国人中，有63％的人认为旨在增加大学校园中非裔和其他少数族裔学生人数的平权法案计划一件好事。
但是，皮尤研究中心2019年进行的一项调查显示，有73％的美国人说大学不应在招生中考虑种族。 尽管各种族的大多数人都认为种族不应该成为大学录取的一个因素，但白人成年人特别可能持这种观点：78％的白人表示持有这一观点，而西班牙裔的比例为65％，非裔为62％，亚裔为58％ 。

## 另请参阅
- 加利福尼亚州209法案
- SCA5